# Pietro Tarchini
Pietro Tarchini (Balerna, 29 de setembro de 1921 — Ponte Cremenaga, 14 de julho de 1999) foi um ciclista suíço, que era profissional entre 1945 e 1950.